# Dyanne Thorne
Dyanne Thorne (nacida el 14 de octubre de 1936, en Greenwich, Connecticut-28 de enero de 2020) fue una actriz estadounidense, modelo erótica para revistas pin-up y ex showgirl de Las Vegas. Fue principalmente conocida por protagonizar cuatro películas de la saga de cine de explotación Ilsa que influyeron en el género cinematográfico nazi exploitation.

## Carrera
Thorne apareció por primera vez en la película de sexploitation de 1964 Sin in the Suburbs del director de grindhouse Joseph W. Sarno. Thorne continuó haciendo películas de explotación y comedias sexuales como Love Me Like I Do (1970) y Wam-Bam, Thank You, Spaceman (1973) antes de alcanzar notoriedad como Ilsa, una cruel dominadora nazi similar a Olga de Campbell. Ilsa, la loba de las SS (1974) fue un éxito por sorpresa que generó tres secuelas y una avalancha de imitadores.
La primera película de Ilsa fue filmada en el campamento de prisioneros que quedó tras el rodaje de la serie de televisión Hogan's Heroes.
A pesar de que Ilsa fue asesinada al final de la película, fue resucitada para una secuela, Ilsa, la hiena del harén (1976). Esta discurre en el Medio Oriente en un período de tiempo no especificado de la posguerra. Esta fue seguida por Ilsa, la tigresa de Siberia con Ilsa como la sádica y sexista líder de un gulag ruso en 1953. La última película, Ilsa, the Wicked Warden tiene lugar en una "república bananera" latinoamericana corrupta.
Falleció a los 83 años el 28 de enero de 2020.

## Vida personal
Thorne se casó con Howard Maurer en 1974. (Ambos tuvieron papeles en cinco de las mismas películas). A fines de junio de 2014, ambos eran ministros ordenados, que tenían un negocio alternativo de bodas en Las Vegas, Nevada. Llevaron a cabo bodas pintorescas al aire libre como una alternativa a las capillas de bodas tradicionales.

## Filmografía seleccionada
- Sin in the Suburbs (1964), Yvette Talman
- Point of Terror (1971), Andrea
- The Erotic Adventures of Pinocchio (1971), Hada madrina
- Blood Sabbath (1972), Alotta
- Snatched Women (1974)
- Ilsa, la loba de las SS (1974), Ilsa
- The Swinging Barmaids (1975)
- Ilsa, la hiena del harén (1976), Ilsa
- Chesty Anderson, USN (1976), Enfermera
- Beyond Fulfillment (1976)
- Ilsa, la tigresa de Siberia (1977), Ilsa
- Ilsa, the Wicked Warden a.k.a. Greta, the Mad Butcher (1977), Ilsa
- Hellhole (1985), Crysta
- Real Men (1987), Dad Pirandello

## Apariciones en TV
- Felony Squad (1966), Diana Porter - en el episodio "The Terror Trap"
- Felony Squad (1966), Miss Lucas - en el episodio "Miss Reilly's Revenge"
- Star Trek (1968), Primera chica - en el episodio "Una tajada"
- Space (miniserie) (1985), Artista